# Austin French
Austin Bryan French (13 de fevereiro de 1994) é um músico cristão americano, que toca música de adoração contemporânea no estilo pop cristão. Ele lançou seu primeiro single, "Freedom Hymn", por meio da Fair Trade Services no dia 8 do mês de dezembro do ano de 2017. A música passou a ser tocada nas rádios e, finalmente, alcançou a oitava posição, na parada da Billboard Hot Christian Songs.

## Vida inicial e pessoal
O Austin French cresceu na cidade pequena de Cordele, Geórgia. Quando o Austin french era jovem, ele tinha a vontade de ser um artista evangélico contemporâneo que escrevesse músicas que "compartilhassem sua fé e paixão por Jesus". Ele formou bandas a ponto de aprender a levar sua música para palcos, igrejas e qualquer um que quisesse escutar. Ele começou a fazer concertos ao longo de seus anos nos quais ele estava no ensino médio. “Nós enchíamos a van da igreja ou o dormitório do meu melhor amigo e dirigíamos orando para chegarmos aos shows sem parar de funcionar, só para tocar para 10 pessoas e depois fazer de novo, todo fim de semana que pudéssemos”, diz Austin. Ele viu uma paixão e um chamado de Deus para compartilhar música que estava "enraizada no evangelho". Ele começou a liderar na Journey Church, em Tifton, estado da Geórgia, aos 18 anos e se tornou o pastor de adoração em tempo integral. Ele conheceu a esposa, Joscelyn French, na igreja. Ele guiou os músicos e a igreja na hora da adoração durante três anos.